# Lijst van rijksmonumenten in Urmond
De plaats Urmond telt 18 inschrijvingen in het rijksmonumentenregister. Hieronder een overzicht.
| Object | Oorspronkelijke functie?  | Bouwjaar                               | Architect       | Locatie                    | Coördinaten?                  | Nr.?   | Afbeelding                                                                       |
| --- | ------------------------- | -------------------------------------- | --------------- | -------------------------- | ----------------------------- | ------ | -------------------------------------------------------------------------------- |
| Bakstenen huis met verdieping en zadeldak | Woonhuis                  | 1790 (poortsluitsteen en ankerjaartal) |                 | Brugstraat 4               | 50° 58' 15" NB, 5° 45' 29" OL | 34837  | Meer afbeeldingen                                                                |
| Huis van baksteen met verdieping en zadeldak, onder een dak met nr 35                                                                                         | Woonhuis                  |                                        |                 | Grotestraat 33             | 50° 59' 32" NB, 5° 45' 55" OL | 34838  | Meer afbeeldingen                                                                |
| Huis van baksteen met verdieping en zadeldak, onder een dak met nr 33                                                                                         | Woonhuis                  | 1770 (ankerjaartal)                    |                 | Grotestraat 35             | 50° 59' 32" NB, 5° 45' 54" OL | 34839  | Huis van baksteen met verdieping en zadeldak, onder een dak met nr 33            |
| Protestantse kerk (Hervormde kerk) | Kerk en kerkonderdeel     | 1685                                   |                 | Grotestraat 65             | 50° 59' 28" NB, 5° 45' 50" OL | 34840  | Meer afbeeldingen                                                                |
| Bakstenen huis | Woonhuis                  | 18e eeuw                               |                 | Grotestraat 8              | 50° 59' 33" NB, 5° 45' 59" OL | 34841  | Meer afbeeldingen                                                                |
| Bakstenen huis,met topgevel en poortmuur aan de straat | Woonhuis                  | 1745                                   |                 | Grotestraat 18             | 50° 59' 33" NB, 5° 45' 56" OL | 34842  | Meer afbeeldingen                                                                |
| Schippershuis | Woonhuis                  | 17e eeuw                               |                 | Grotestraat 20             | 50° 59' 33" NB, 5° 45' 55" OL | 34843  | Meer afbeeldingen                                                                |
| Huis van baksteen met verdieping en zadeldak, gelegen achter nr 24                                                                                            | Boerderij                 | 18e eeuw                               |                 | Grotestraat 22             | 50° 59' 33" NB, 5° 45' 54" OL | 34844  | Huis van baksteen met verdieping en zadeldak, gelegen achter nr 24               |
| Huis van baksteen met verdieping en zadeldak | Woonhuis                  | 18e eeuw                               |                 | Grotestraat 24             | 50° 59' 33" NB, 5° 45' 54" OL | 34845  | Huis van baksteen met verdieping en zadeldak                                     |
| De Terpkerk: de St. Martinuskerk of Oude rooms-katholieke kerk                                                                                                | Kerk en kerkonderdeel     | 1793 (gebouw) 1812 (toren)             |                 | Grotestraat 26             | 50° 59' 32" NB, 5° 45' 53" OL | 34846  | Meer afbeeldingen                                                                |
| Hoeve met woonhuis van baksteen met speklagen, voorzien van een verdieping en een zadeldak                                                                    | Boerderij                 | 17e eeuw                               |                 | Hoolstraat 1               | 50° 59' 33" NB, 5° 45' 59" OL | 34847  | Meer afbeeldingen                                                                |
| Bakstenen woonhuisje met houten segmentboogkozijnen | Woonhuis                  | eerste helft 19e eeuw                  |                 | Kloosterstraat 2           | 50° 59' 33" NB, 5° 45' 53" OL | 34848  | Bakstenen woonhuisje met houten segmentboogkozijnen                              |
| Schilderachtige trapopgang naar Grotestraat | Tuin, park en plantsoen   |                                        |                 | Kloosterstraat bij 2       | 50° 59' 33" NB, 5° 45' 53" OL | 34849  | Meer afbeeldingen                                                                |
| Bakstenen woonhuisje | Woonhuis                  | 19e eeuw                               |                 | Kloosterstraat 4           | 50° 59' 33" NB, 5° 45' 53" OL | 34850  | Meer afbeeldingen                                                                |
| Monumentaal herenhuis van baksteen met verdieping en zadeldak. Voorgevel van vijf traveeën; ingang in het midden en vensters in omlijstingen van Naamse steen | Woonhuis                  | eerste helft 19e eeuw                  |                 | Urmonder Maasstraat 3      | 50° 59' 32" NB, 5° 45' 50" OL | 34852  | Meer afbeeldingen                                                                |
| Woonhuis, met speklagen; voorgevel gepleisterd. Van belang door ligging bij kerk                                                                              | Woonhuis                  | 17e eeuw                               |                 | Urmonder Maasstraat 4      | 50° 59' 32" NB, 5° 45' 52" OL | 34853  | Woonhuis, met speklagen; voorgevel gepleisterd. Van belang door ligging bij kerk |
| Bokkerijderskapel of Kapel van Onze Lieve Vrouw | Kapel                     | 17e eeuw (trant)                       |                 | Kapellerweg-Graetheidelaan | 50° 59' 30" NB, 5° 46' 20" OL | 34854  | Meer afbeeldingen                                                                |
| Voormalig Raadhuis van de Gemeente Urmond | Bestuursgebouw en onderdl | 1937                                   | Ir. A. Swinkels | Raadhuisstraat 52          | 50° 59' 45" NB, 5° 46' 12" OL | 512958 | Meer afbeeldingen                                                                |